# Georg Käppler
Georg Richard Käppler (* 3. Juni 1875 in Dresden; † 9. September 1956 in Emmershausen) war ein deutscher Maurer, Gewerkschafter und langjähriger Sekretär der Bauarbeiter-Internationale.

## Leben
Georg Käppler war der Sohn des Maurers Ernst Julius Käppler (1841–1895) und dessen Ehefrau, der Arbeiterin Johanne geborene Womann. Nach Erlernen des Maurerhandwerks war er zunächst in Dresden für die Maurerbewegung tätig. 1899 heiratete Käppler in Dresden die Anlegerin Frida Weise (* 1876), mit der er zwei Kinder hatte: Richard (1899–1918) und Gertrud (1901–1996).
Käppler war im Verwaltungsvorstand des Zentralverbandes der Maurer Deutschlands und in der Agitationskommission für Ostsachsen tätig. Als er in einem Gerichtsverfahren wegen Streikvergehens gegen 21 Mitglieder des Maurerverbandes als Zeuge aussagen sollte, beschloss Käppler im Einvernehmen mit den Hauptvorstand, der Vorladung nicht Folge zu leisten. Daraufhin kam Käppler im Alter von 30 Jahren als schriftenloser Ausländer in die Schweiz, um dort bei der Gründung des Verbands der Maurer und Handlanger zu helfen, der später zum Schweizerischen Bauarbeiterverband wurde. Nach dessen Gründung im Mai 1906 in Olten wurde Käppler dort als besoldeter Sekretär für die Betreuung der deutschsprachigen Mitglieder eingesetzt. Er versah sein Amt in Bern und Zürich bis 1915. Sein Nachfolger wurde Augusto Vuattolo. Käppler ging nach Hamburg in das Hauptbüro des Deutschen Bauarbeiterverbandes, wo er zunächst in der statistisch-literarischen Abteilung tätig war. Die Familie zog nach Hamburg in die Hirtenstraße 46.
Der Vorsitzende des Deutschen Bauarbeiterverbandes Friedrich Paeplow war wie sein Vorgänger Theodor Bömelburg gleichzeitig für die Bauarbeiter-Internationale (B.-I.) zuständig. Um Paeplow zu entlasten, wurde zum 1. Juli 1919 (nach anderen Quellen 1915) Georg Käppler als erster hauptamtlicher Sekretär der B.-I. eingestellt. Zusammen mit dem 1923 durch den Zusammenschluss mehrerer Verbände entstandenen Deutschen Baugewerksbund zog das Sekretariat der B.-I. am 4. November 1929 nach Berlin in die Friedrichstraße 5–6. Seit 1932 wohnten Frida und Georg Käppler auch in Berlin in der Barfusstraße 10.
Am 25. April 1933 wurden Käppler und seine Frau, die bei der B.-I. als Stenotypistin arbeitete, in Berlin wegen vorgeworfener kommunistischer Agitation in Schutzhaft genommen. Das gesamte Vermögen und das Archiv der B.-I. wurden beschlagnahmt. Im Vorfeld hatten die Bevollmächtigten Franz Reichmann (1880–1941) und Augusto Vuattolo noch vergeblich versucht, die bei der Hamburger Genossenschaftsbank für die B.-I. angelegten 86.000 Reichsmark abzuheben. Die von Käppler ursprünglich für den 4. Mai 1933 in Berlin vorgesehene Vorstandssitzung der B.-I. wurde nach Amsterdam verlegt und um neun Tage verschoben. Georg Käppler blieb bis 1933/34 hauptamtlicher Sekretär der B.-I. Da sein weiteres Schicksal zunächst jedoch unbekannt blieb, wurde er nicht wiedergewählt. Der Internationale Bund der Bau- und Holzarbeiter (I.B.B.H.) stellte 1934 lediglich fest, dass der bisherige Sekretär, Georg Käppler, allem Anschein nach von einer Wiederwahl abgesehen hätte.
Käppler blieb für einige Wochen in Haft und ließ sich nach seiner Freilassung in einem kleinen Dorf in Holstein nieder. Ab den Fünfzigerjahren wohnte Käppler bis zu seinem Tode in Hamburg-Wandsbek. Auf einem Kongress des I.B.B.H. im September 1953 würdigte dessen Präsident, der britische Gewerkschafter Richard Coppock (1885–1971), Georg Käppler als einen der Pioniere der internationalen Gewerkschaftsbewegung. Käppler verstarb im Alter von 81 Jahren im südhessischen Emmershausen, wo die Industriegewerkschaft Bau-Steine-Erden auf dem Gelände der ehemaligen Emmershäuser Mühle ein Schulungs- und Erholungszentrum betrieb. Als Todesursache wird Leberzirrhose angegeben.

## Werke (Auswahl)
- Bauarbeiter-Internationale (viersprachige Zeitschrift in unregelmäßiger Folge; Herausgabe seit Juli 1920 bis Juli/Dezember 1933)
- Betrachtungen über die Gewerkschafts-Internationale. Ausschuß des 11. Bezirks der ADGB. Hamburg 1924.